# Lepidothamnus
Lepidothamnus é um género de conífera pertencente à família Podocarpaceae.

## Distribuição
É encontrada no sul da Argentina, sul do Chile e Nova Zelandia

## Espécies
- Lepidothamnus fonkii
- Lepidothamnus intermedius
- Lepidothamnus laxifolius